# Vieira brooksi
Vieira brooksi is een insect uit de familie van de gaasvliegen (Chrysopidae), die tot de orde netvleugeligen (Neuroptera) behoort. 
Vieira brooksi is voor het eerst wetenschappelijk beschreven door C. Tauber in 2006.